# قشلاق أمير
قشلاق أمير هي قرية في مقاطعة مراغة، إيران. عدد سكان هذه القرية هو 44 في سنة 2006.